# Iota Arietis
Iota Arietis (ι Ari / 8 Arietis / HD 11909) es una estrella en la constelación de Aries.
Su magnitud aparente es +5,11 y se encuentra a 520 años luz de distancia del sistema solar.
Aunque Iota Arietis aparece catalogada como enana naranja «peculiar» en la base de datos SIMBAD, sus parámetros indican, sin lugar a dudas, que es una verdadera gigante.
Tiene una temperatura superficial aproximada de 4630 K y una luminosidad 294 veces superior a la luminosidad solar.
Su radio es 27 veces más grande que el del Sol —como corresponde a una gigante— y gira sobre sí misma con una velocidad de rotación proyectada de 3,3 km/s.
Ello implica que su período de rotación puede ser de hasta 400 días.
Su masa se estima entre 3,5 y 4 masas solares.
Iota Arietis es una binaria espectroscópica con un período orbital de 1567,7 días (4,29 años). Se desconoce la naturaleza de la estrella acompañante, pero considerando una masa mínima para ésta, la separación entre las dos estrellas puede ser de 4,8 UA.